# Michel Nowak
Michel Nowak (* 30. Juni 1962 in Annaba, heute Algerien) ist ein ehemaliger französischer Judoka. Er gewann 1984 eine olympische Bronzemedaille.

## Sportliche Karriere
Nowak war 1978 Dritter bei den Kadetteneuropameisterschaften und 1979 Dritter der Junioreneuropameisterschaften. 1980 gewann er seinen ersten französischen Meistertitel, im gleichen Jahr war er auch Junioreneuropameister. 1981 gewann er beide Titel erneut. Bei den Europameisterschaften 1981 belegte er den fünften Platz. 1982 war er zum dritten Mal französischer Meister.
Michel Nowak gewann nach einem Jahr ohne große Turniererfolge 1984 wieder den französischen Meistertitel. Bei den Europameisterschaften in Lüttich unterlag er früh dem Briten Neil Adams, kämpfte sich aber mit drei Siegen in der Hoffnungsrunde zur Bronzemedaille durch. In Los Angeles beim Olympischen Judoturnier unterlag er Adams im Viertelfinale, mit Siegen über den Niederländer Rob Henneveld und den Jugoslawen Filip Leščak erkämpfte Nowak die Bronzemedaille. 1985 siegte Nowak ein weiteres Mal bei den französischen Meisterschaften. Bei den Europameisterschaften in Hamar verlor er im Viertelfinale gegen Wladimir Schestakow aus der Sowjetunion, gewann aber über die Hoffnungsrunde eine Bronzemedaille. 1986 gewann er noch einmal den französischen Meistertitel.
Der 1,75 m große Nowak hatte bis 1986 im Halbmittelgewicht bis 78 Kilogramm gekämpft, 1987 wechselte er ins Mittelgewicht bis 86 Kilogramm. Bei den französischen Meisterschaften 1988 verlor er im Finale gegen Arnaud Perrier, bei den Olympischen Spielen 1988 trat Fabien Canu für Frankreich an.